# SN 2006jc
SN 2006jcは、2006年10月9日にUGC 4904という銀河（やまねこ座の方向、7700万光年）に出現した超新星である。発見したのは日本の板垣公一、米国のTim Puckett、イタリアのRoberto Gorelli、いずれもアマチュア天文家である。
これより2年早く、板垣は新星が擬似的超新星を引き起こしたのを発見しているが、これはどうやら新星が自らの外層部を吹き飛ばしたものらしい。これがSN 2006jcと同一の天体であることが明らかになると、同一天体が異なる二度の爆発を起こすという初めての実例として恒星の進化に関するモデルの見直しに大きな影響を与えた。
2006年の超新星爆発の際、2004年に放出された物質に衝撃波が当たり、それを数百万度に加熱し大量のX線を放射した。
（Infoboxは特に断らない限り出典:）